# Callan McAuliffe
Callan Ryan Claude McAuliffe (Sídney, 24 de enero de 1995) es un actor australiano conocido por sus papeles en la película Flipped y Soy el número cuatro, también es conocido por interpretar a Alden en la aclamada serie de televisión The Walking Dead. En 2013 apareció en la película El gran Gatsby.

## Carrera
McAuliffe nació en el barrio del Clontarf, en Sídney. Allí estudió en el internado The Scots College. 
Comenzó a actuar a los ocho años, cuando apareció en las series australianas Comedy Inc. y Blue Water High. También tuvo un papel recurrente en Packed to the Rafters.
En 2010 hizo su debut en cine con la película de Warner Bros., Flipped, dirigida por Rob Reiner. 
En mayo de 2010, McAuliffe fue seleccionado para el papel principal en la película de ciencia ficción Soy el número cuatro, dirigida por D.J. Caruso y estrenada en 2011.
En 2011 apareció en la miniserie australiana Cloudstreet, basada en el libro del mismo nombre, donde desempeña el papel de Quick Lamb de joven.

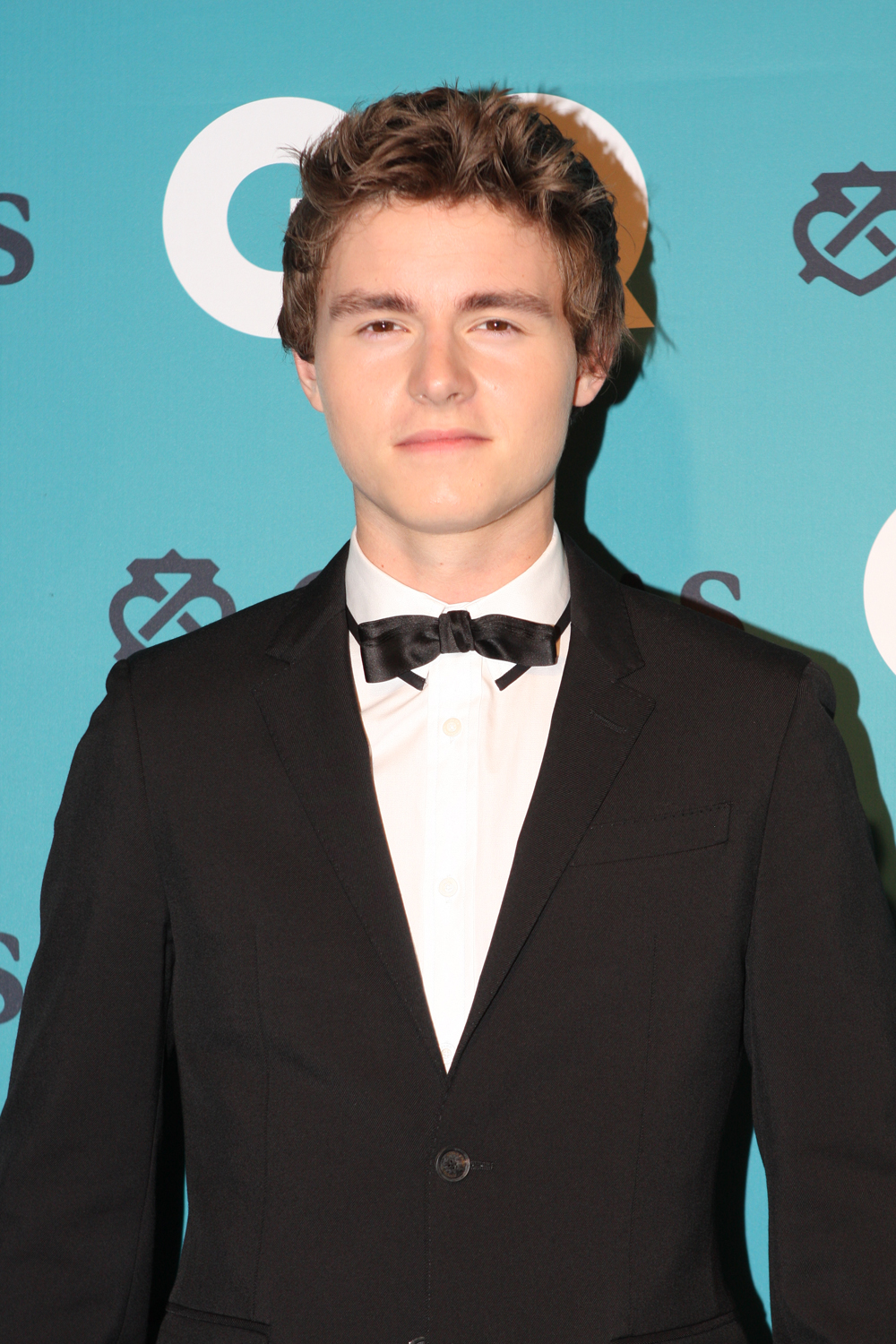
McAuliffe en los premios al Hombre del Año en el Chivas Regal GQ en noviembre de 2012.

## Vida personal
McAuliffe es Embajador de la Juventud de "El Lobo", una organización sin fines de lucro con sede en California que rescata a lobos y perros.

## Filmografía

### Cine
| Año  | Título                                                        | Personaje               | Notas                    |
| ---- | ------------------------------------------------------------- | ----------------------- | ------------------------ |
| 2009 | Franswa Sharl                                                 | Greg Logan              | Cortometraje             |
| 2010 | Flipped                                                       | Bryce Loski             |                          |
| 2010 | Resistance                                                    | Terrence Green          |                          |
| 2011 | Soy el número cuatro                                          | Sam Goodee/Sam Spellman |                          |
| 2012 | Underground: The Julian Assange Story                         | Principal sospechoso    | Película para televisión |
| 2013 | El gran Gatsby                                                | Joven Jay Gatsby        |                          |
| 2013 | Beneath the Harvest Sky (también conocida como "Blue Potato") | Dominic                 |                          |
| 2014 | Kite                                                          | Oburi                   |                          |
| 2014 | Robot Overlords                                               | Sean Flynn              |                          |
| 2014 | Hacker                                                        | Alex Danyliuk           |                          |
| 2015 | Skateboarding with Saddam                                     |                         |                          |
| 2016 | The Legend Of Ben Hall                                        | Daniel Ryan             |                          |
| 2019 | Summer Night                                                  | Taylor                  |                          |

### Televisión
| Año       | Título                | Personaje        | Notas |
| --------- | --------------------- | ---------------- | --- |
| 2007      | Comedy Inc.           | Él mismo         | 4 episodios |
| 2008      | Blue Water High       | Ben              | 1 episodio |
| 2009      | Packed to the Rafters | Rhys             | 2 episodios |
| 2011      | Cloudstreet           | Joven Quick Lamb | Miniserie |
| 2014      | Homeland              | Tim Mathison     | Temporada 4, episodio 12                                                                                                  |
| 2017–2022 | The Walking Dead      | Alden            | Recurrente (Temporada 8, 8 episodios) Coprotagonista (Temporada 9-10, 15 episodios) Principal (Temporada 11, 4 episodios) |